# Ајдахо Спрингс (Колорадо)
Ајдахо Спрингс (енгл. Idaho Springs) град је у америчкој савезној држави Колорадо.

## Демографија
По попису из 2010. године број становника је 1.717, што је 172 (-9,1%) становника мање него 2000. године.
| Група             | 2000.         | 2010.         |
| Белци             | 1.735 (91,8%) | 1.569 (91,4%) |
| Афроамериканци    | 14 (0,7%)     | 7 (0,4%)      |
| Азијати           | 9 (0,5%)      | 9 (0,5%)      |
| Хиспаноамериканци | 95 (5,0%)     | 103 (6,0%)    |
| Укупно            | 1.889         | 1.717         |